# Walki o przygraniczne prowincje wietnamskie
Walki o przygraniczne prowincje wietnamskie miały miejsce w trakcie wojny chińsko-wietnamskiej w roku 1979.
Atak na przygraniczne prowincje wietnamskie Frontu Południowego poprzedził mocny ostrzał artyleryjski. Piechota chińska napotkała jednak silny opór Wietnamczyków osłaniających granicę. Obrońcy wykorzystali m.in. artylerię, powstrzymując wojska chińskie w rejonie Đồng Đăng. Do ataku na pozycje chińskie Wietnamczycy wykorzystywali też, utworzony przed laty system tuneli. Pierwszego dnia natarcia, wykorzystując takie tunele obrońcy zniszczyli artylerię chińską oraz urządzenia logistyczne, zadając przeciwnikowi olbrzymie straty. W tej sytuacji dowództwo chińskie podjęło decyzję o wstrzymaniu natarcia do momentu całkowitego zniszczenia systemu tuneli. Natarcie wznowiono dopiero po 8 dniach, po czym wojska chińskie mozolnie kontynuowały marsz przez górskie doliny, w których roiło się od partyzantów. Dopiero 23 lutego Chińczykom udało się zająć część miasta Đồng Đăng. 
Równocześnie trwały walki na południe od Lạng Sơn. Walczące w rejonie Móng Cái jednostki chińskie zostały odparte przez wietnamską obronę wybrzeża. Lepiej powiodło się zgrupowaniu Guangxi które zdobyło wzgórze Tinghaoshan, a następnie Trà Lĩnh. W rejonie Hà Quảng do niewoli chińskiej dostał się jeden z pułków wietnamskich. 20 lutego nastąpił atak na Cao Bằng. Natarcie zostało odparte przez Wietnamczyków, którzy zniszczyli kilkanaście czołgów przeciwnika. Dopiero po ściągnięciu dodatkowych sił Chińczykom udało się przesunąć do przodu zajmując do 22 lutego Hà Quảng, Đông Khê i Thất Khê. Dzień później nastąpiło kontrnatarcie wietnamskie, które zakończyło się odbiciem Trà Lĩnh i Thất Khê. Straty chińskie w tych dniach wyniosły dziewięć batalionów piechoty. 
W tym samym czasie kolejne chińskie zgrupowanie Yunnan uderzyło na Lào Cai. będące głównym centrum wydobycia apatytów w Wietnamie. Broniąca miasta 345 Dywizja wietnamska broniła się dzielnie, poniosła jednak duże straty. Miasto zajęto ostatecznie 19 lutego. Do 22 lutego Chińczycy zajęli inne miejscowości m.in. Bát Xát, Pha Long czy Phong Thổ Niepowodzeniem zakończył się natomiast atak chiński na Hà Giang, gdzie po kontratakach sił wietnamskich atakujący zmuszeni zostali do wycofania się. 
Pierwszy etap wojny, pomimo zdobyczy terytorialnych nie przyniósł Chinom większego sukcesu (nie zdobyto Lạng Sơn). Na skutek olbrzymich strat dowództwo Frontu Południowego zmuszone zostało do ściągnięcia kolejnych korpusów armii.